# Aleksandr Galkin
Aleksandr Aleksandrovič Galkin, in russo Александр Александрович Галкин? (Rostov sul Don, 1º febbraio 1979), è uno scacchista russo.
Grande maestro dal 1997, nel 1999 vinse a Erevan il campionato del mondo juniores di scacchi (U20), davanti al futuro campione del mondo FIDE Rustam Qosimjonov (testa di serie del torneo per il rating Elo). Al 3º-4º posto si classificarono gli armeni Karen Asryan e il futuro "Super-GM" Lewon Aronyan.
Ha partecipato ai campionati del mondo FIDE  del 2000 e del 2004, che si sono svolti con il sistema dell'eliminazione diretta. Nel 2000 a Nuova Delhi superò nel primo turno Alexander Wohl ma perse nel secondo contro Oleksandr Beljavs'kyj; nel 2004 a Tripoli perse nel primo turno contro il bulgaro Aleksandǎr Delčev.
Nella Coppa del Mondo di scacchi 2007, svoltasi a Chanty-Mansijsk, ha vinto nel primo turno 3–1 contro Mateusz Bartel, ma nel secondo turno ha perso 1,5–2,5 contro Vasyl' Ivančuk.
Ha raggiunto il rating FIDE più alto in agosto 2012-settembre 2013, con 2 626 punti Elo.